# Pamijahan (Pamijahan)
Pamijahan is een bestuurslaag in het regentschap Bogor van de provincie West-Java, Indonesië. Pamijahan telt 10.384 inwoners (volkstelling 2010).